# Adrian Bowyer

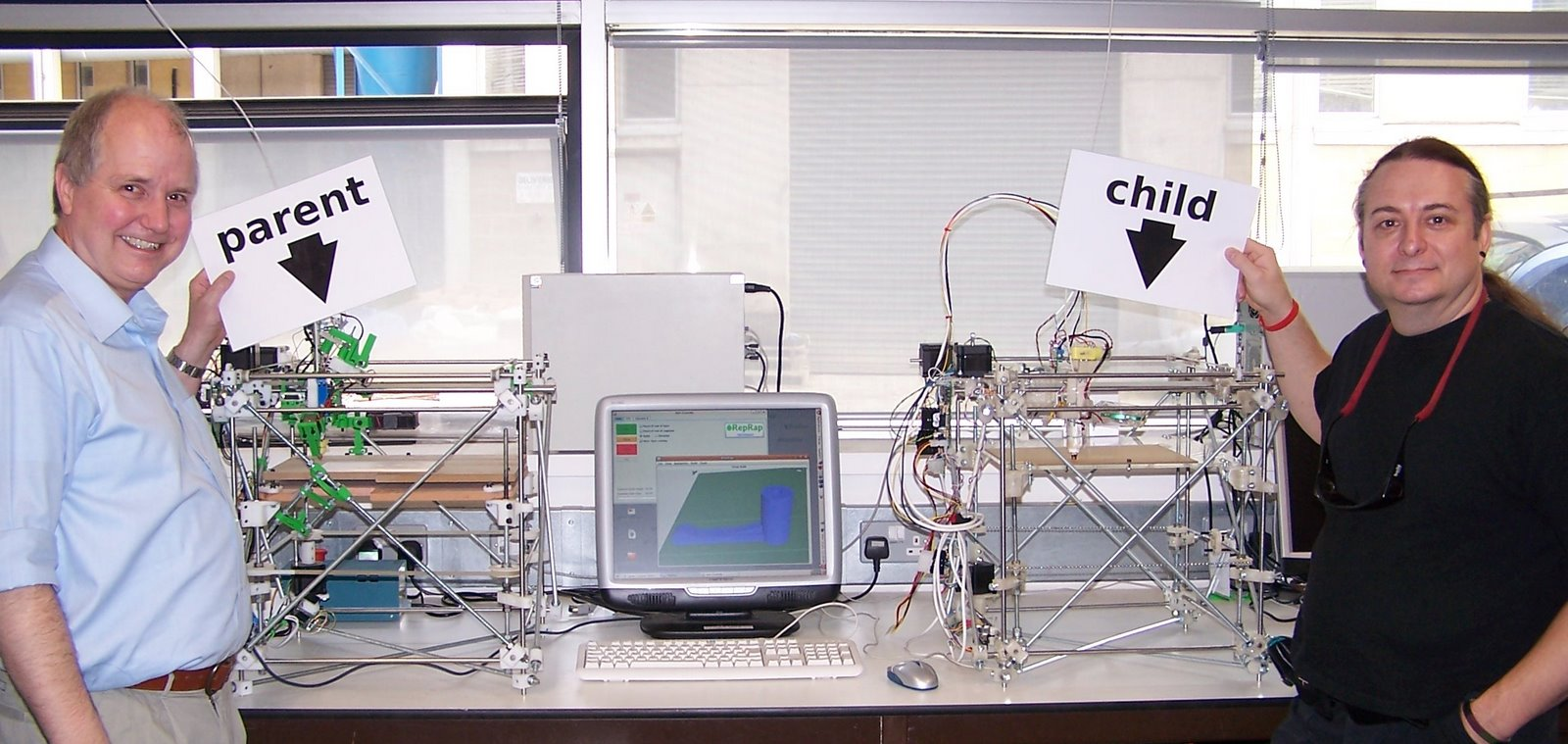
Adrian Bowyer à gauche devant une RepRap.

Adrian Bowyer (prononciation anglaise : /ˈboʊjər/), né en 1952, est un ingénieur et mathématicien britannique, ancien universitaire de l'université de Bath, devenu célèbre pour sa participation au projet RepRap qui est en grande partie à l'origine du développement et de la démocratisation des imprimantes 3D à filament, et pour avoir découvert un algorithme de triangulation (l'algorithme de Bowyer-Watson).

## Biographie
Né en 1952 à Londres, A. Bowyer est le plus grand des enfants de Rosemary et John Bowyer. Ce dernier était écrivain, peintre et un des fondateurs de Zisman, Bowyer and Partners, ingénieurs consultants. Bowyer a également étudié  à l'école de  Woodroffe, Lyme Regis et au Collège impérial de Londres.